# 克羅諾亞群雄 傳說的星之徽章
《克羅諾亞群雄 傳說的星之徽章》是2002年12月13日，由南夢宮（現萬代南夢宮娛樂）發售，並於Game Boy Advance所推出的動作角色扮演遊戲。这是《風之少年系列》中第一部将动作游戏元素与角色扮演游戏相结合的作品。

## 開發
遊戲主題曲《SIGN OF HERO》由namco（あらゐよしひこ）作詞曲，くさまけい編曲，渡邊久美子演唱。

## 外部連結
- 《克羅諾亞群雄 傳說的星之徽章》官方網站 （页面存档备份，存于）